# Чангли-Чайкин, Иван Фёдорович
Иван Федорович Чангли-Чайкин (1890, Таганрог — 1957, Таганрог) — российский педагог, пианист, вокалист, создатель таганрогского Народного оперного театра.

## Биография
Иван Чангли-Чайкин родился в Таганроге в 1890 году в семье крупного коммерсанта, гласного городской Думы Фёдора Пантелеймоновича Чангли-Чайкина. Получил юридическое и музыкальное образование.
Создал в 1923 году в Таганроге впервые в его истории народный оперный театр на базе музыкального техникума. В 1924 году там была поставлена опера «Кармен» Жоржа Бизе, в 1927 — «Фауст» Шарля Гуно.
В 1958 году коллектив Ивана Федоровича Чангли-Чайкина был приглашён руководством Дворца культуры комбайнового завода для подготовки и постановки полномасштабных опер. За постановку оперы П. И. Чайковского «Евгений Онегин» самодеятельный оперный театр ДК в 1959 году получил звание «Народного».